# Krzykosy
Krzykosy (in tedesco dal 1942 al 1945 Lautenwald) è un comune rurale polacco del distretto di Środa Wielkopolska, nel voivodato della Grande Polonia.
Ricopre una superficie di 110,46 km² e nel 2004 contava 6 460 abitanti.